# Барним I Добрый
Барним I Добрый (пол. Barnim I Dobry; около 1219 — 13 ноября 1278) — князь Поморско-Щецинский с 1220 года, князь Поморско-Дыминский с 1264 года, сын князя Богуслава II и поморской княжны Мирославы.

## Биография
Точная дата рождения Барнима не известна. В ряде источников утверждается, что он родился около 1218/1219 года, основываясь на времени первой женитьбы (1238/1242) и годе рождения младшего сына (ок. 1277). Но есть исследователи, которые считают, что Барним родился около 1210 года.
В 1220 году умер его отец, после чего Барним унаследовал его владения — часть Поморского княжества с центром в Щецине. Другую часть княжества примерно в это же время унаследовал двоюродный брат Барнима — Вартислав II. Поскольку Барним в момент смерти отца был ещё мал, то управление княжеством оказалось в руках его матери — Мирославы, дочери померельского князя Мщивоя I из поморской династии Самборидов. Самостоятельно Барним стал править только с 1233 года, но с примерно с 1226 года мать стала привлекать его к управлению княжеством.
После того, как в 1227 году в битве при Борнгёведе был разбит король Дании Вальдемар II, Поморье освободилось от зависимости от Дании. Однако на Поморье стали претендовать маркграфы Бранденбурга Иоганн I и Оттон III, которые в 1231 году были пожалованы императором Священной Римской империи Фридрихом II Поморьем в качестве лена. Таким образом Фридрих пытался присоединить Поморье к империи. После этого Барниму совместно с Вартиславом II пришлось отражать попытки бранденбургских маркграфов подчинить Поморье. По Кремменскому договору 20 июня 1236 года Вартислав был вынужден уступить Бранденбургу часть своих владений, а также признать маркграфов Бранденбурга своими наследниками в случае отсутствия детей. В 1250 году Барниму удалось разбить Иоганна и Оттона Бранденбургских, вторгшихся в Поморье, после чего он подписал с Бранденбургом Ландинский договор, по которому было аннулировано положение о наследовании владений Вартислава II. В итоге после смерти Вартислава в 1264 году Барним объединил в своих руках Поморье.
Однако нападения бранденбургских маркграфов продолжались. В итоге Барниму пришлось заключить мир на их условиях. В результате договора сын Барнима, Богуслав IV, был помолвлен с дочерью Иоганна I Бранденбургского, а сам Барним женился на дочери Оттона III Бранденбургского, которая принесла ему в приданое Укеранскую область и город Пренцлав.
В то же время Барним стремился расширить свои владения за счёт других соседей. В 1227 году у Рюгена была отобрана занятая им часть Поморья. В 1245 году Барним осаждал Сантоцкий замок, принадлежавший польскому князю Пшемыслу I, но должен был отказаться от осады ввиду сильного сопротивления со стороны поляков. В 1251 году Барним снова напал на владения Пшемысла I, но снова без всякого успеха.
Мир с Империей продолжался до 1274 года, когда разгорелась новая война, кончившаяся победой Барнима.
Несмотря на многочисленные войны с соседями, Барним имеет большие заслуги в истории внутреннего развития своих земель: он распространял просвещение, основал несколько городов и выстроил собор в Щецине.
Во время правления Барнима началась германская колонизация Поморья. Барним покровительствовал поселенцам, давая городам, где они селились, Любечское и Магдебургское право. Также Барним покровительствовал епископам Каммина, передавая под них поморские земли.
Барним умер в 1278 году. Его наследник — старший сын Богуслав IV, стал опекуном младших братьев (один из которых родился уже после смерти Барнима). В 1295 году поморские владения были поделены между Богуславом и его младшим братом Оттоном I на две части.

## Брак и дети
1-я жена: с 4 сентября 1238/18 июля 1242 Марианна (ум. ок. 27 июня 1252). Существуют разные гипотезы о её происхождении. По одной она была дочерью короля Швеции Эрика X, по другой — графа Орламюнде Альбрехта II, по третьей — графа Ангальта Генриха I. Дети:
- Анастасия (ок. 1245 — 15 марта 1317); муж: с ок. 1259 Генрих I (ок. 1230 — 2 января 1302), князь Мекленбурга

2-я жена: с ок. 1253/1254 Маргарита (после 1231 — до 27 мая 1261), дочь Николая I, князя Верле. Дети:
- Богуслав IV (до 1258 — 19 февраля 1309), князь Поморский с 1278, князь Поморско-Велегошский с 1295

3-я жена: ранее 20 мая 1267 Мехтильда (ок. 1248/1255 — 20 декабря 1316), дочь маркграфа Бранденбурга Оттона III. Дети:
- Мирослава (ок. 1270 — 23 декабря 1327/11 ноября 1328); муж: с ок. 1285 Николай I (ум. 3 февраля/23 июня 1323), граф Шверин-Виттенберга
- Беатрис (ум. 1315/1316); муж: до 1290 Генрих II (ум. после 1308), князь Верле-Пенцлина
- Мехтильда (ум. 1295)
- Барним II (ок. 1277 — 28 мая 1295), князь Поморский
- Оттон I (1 января /31 августа 1279 — 30/31 декабря 1344), князь Поморский, князь Поморско-Щецинский с 1295